# Astacilla sawayae
Astacilla sawayae är en kräftdjursart som först beskrevs av Moreira 1973.  Astacilla sawayae ingår i släktet Astacilla och familjen Arcturidae. Inga underarter finns listade i Catalogue of Life.